# Гонда (округ)
Гонда (гінді गोंडा) — округ в індійському штаті Уттар-Прадеш.